# ジェイ・ヴァイン
ジェイ・ヴァイン（Jay Vine、1995年11月16日 - ) は、オーストラリア出身の自転車競技選手。

## 経歴
2020年12月、 2021年シーズンから、UCIコンチネンタルチーム「ARA Pro Racing Sunshine Coast」に参加することが発表された。 しかし、2020年のZwift Academyプログラムで優勝した結果をうけ、ベルギーのUCIプロチーム「アルペシン・フェニックス」（現：アルペシン・ドゥクーニンク）へ参加することとなった 。
2021年、ブエルタ・ア・エスパーニャでグランツールデビューを果たし 、最終的に73位となった。第12ステージでは、逃げ集団へ参加し、最後まで粘ったものの、ラスト500mほどで捕まってしまった。 第14ステージでは、 残り35km地点でチームサポートカーと接触をし落車するも、逃げ集団へ復帰し3位でゴールした 。 ブエルタでの成績の結果をうけ、 2023年までの2年間の契約延長を勝ち取った。
2022年2月26日、UCIサイクリングeスポーツ世界選手権の男子レースで優勝した  。
2022年8月、ブエルタ・ア・エスパーニャで自身2度目となるグランツールへ参加。初の山岳ステージとなる第6ステージで、マルク・パドゥンが先に仕掛け独走を始めるも、メイン集団から坦々と追い続け、ゴールから6.6kmでパドゥンを捉え、その後独走。濃霧と雨の中、ステージ初優勝を飾った。 第8ステージにおいても、逃げに参加し、残り6kmからアタック。2位以下に43秒の差をつける独走で、区間2勝目を飾った。山岳賞リーダージャージを第8ステージから守り続けていたが、第18ステージで落車しリタイヤした。

## 主な結果

### 2021年
- ツアー・オブ・ターキー　総合2位

### 2022年
- UCIサイクリングeスポーツ世界選手権　 優勝
- ブエルタ・ア・エスパーニャ
  - 区間2勝（第6、8ステージ）
- エトワール・ド・ベセージュ  山岳賞
- ツアー・オブ・ターキー　総合2位
- ツアー・オブ・ノルウェー 総合2位

### 2023年
- オーストラリア選手権  個人タイムトライアル 優勝
- ツアー・ダウンアンダー  総合優勝

### 2024年
- パリ〜ニース 区間優勝（第3ステージ・チームタイムトライアル）
- ブエルタ・ア・ブルゴス 区間優勝（第4ステージ・個人タイムトライアル）
- ブエルタ・ア・エスパーニャ  山岳賞

### 2025年
- セッティマーナ・インテルナツィオナーレ・ディ・コッピ・エ・バルタリ  ポイント賞（第3，5ステージ優勝）
- ツール・ド・ロマンディ  ポイント賞（第3ステージ優勝）

### グランツールの総合成績
| グランツール             | 2021 | 2022 | 2023 | 2024 |
| ------------------------ | ---- | ---- | ---- | ---- |
| ジロ・デ・イタリア       | —    | —    | 34   | —    |
| ツール・ド・フランス     | —    | —    | —    | —    |
| ブエルタ ア エスパーニャ | 73   | DNF  | DNF  | 57   |